# TURNING POINT (佐藤宣彦のアルバム)
『TURNNING POINT』（ターニング・ポイント）は、佐藤宣彦の3枚目のアルバム。

## 内容
作詞にZIGGYの森重樹一、COBRAのPON、レーベルメイトであるSHADY DOLLSの大矢侑史などが参加した。

## 批評
CDジャーナルは「音芸のこだわりよりもスピリットが優先された実践派で能書きたれるよりロックに対する姿勢がダイレクトに伝わっている」と評した。

## 収録曲
1. A Fool On The Top
2. Million Doller's Night
3. HIDE A WAY
4. Lookin' For a Shadow
5. Rain Rain Rain
6. It's Your Life
7. ONCE A ROCKER
8. Freedom in the Midnight
9. 誰か…
10. 9月の雨はSad song
11. Tight Rope

作詞：月光恵亮(#1, 4)、森重樹一(#2, 8, 10)、PANTA(#3, 6, 9)、大矢侑史(#5, 11)、PON(#7)
作曲・編曲：佐藤宣彦(#ALL)

## レコーディング参加
- 佐藤宣彦 - ボーカル、ギター
  - 松尾宗仁（ZIGGY） - ギター
  - 神長弘一（ESSEX） - ギター